# 孟凤朝
孟凤朝（1958年—），北京人，中华人民共和国企业家。

## 生平
1982年，毕业于西南交通大学。2000年，任中国铁路工程总公司副总经理，2001年，兼中铁大桥局集团有限公司董事长。2004年，任中国港湾建设总公司总经理，2005年，任中国交通建设集团总经理。2010年，任中国铁道建筑总公司董事长。2016年11月，任中国铁建总公司党委书记。2018年1月，当选第十三届全国政协委员。